# NEXUS 7
NEXUS 7は、M-AGEのマキシシングル。

## 解説
1993年5月21日にリリースされた、M-AGEの3枚目のマキシシングル及び楽曲。「NEXUS 7」と、当時ジュリアナ東京のDJだったジョン・ロビンソンによるリミックス3曲収録。なお、「NEXUS 7」はボーカルがいるバンドのシングルのタイトル曲にしては珍しく、インストゥルメンタルナンバーである。
ベーシストKAJIWARA脱退前最後の作品。

## 収録曲
1. NEXUS 7 <MIXED BY M-AGE> （作曲: M-AGE）
2. NEXUS 7 <CLUB MIX> （作曲: M-AGE）
3. SILENT FEARS <CUT THE REAL> （作曲: MIYO-KEN）
4. KNIFE IN MY EYES （作詞: KOICHIRO、作曲: KAJIWARA YUJI）
  - 原曲は「真夜中の逃亡者」

## その他の収録作品
- NEXUS 7
  - RE:CONSTRUCTION 1991-1994 （2021年2月10日）
- SILENT FEARS
  - MUSTARD （1992年2月21日）
- 真夜中の逃亡者
  - vibES （1992年11月21日）